# 113号美国国道
美國國道113是美國國道13的支線。全長73英哩(117公里)，從米尔福德到波科莫克市。它穿過特拉華州和馬里蘭。在2004年之前，美國國道113運行15英哩至多弗。

## 意外及死亡
- Sanginiti, Terri, "Crash kills woman, 77, on U.S. 113", Delaware News-Journal2006年1月10日[來源請求]